# Rhizedra postradiata
Rhizedra postradiata är en fjärilsart som beskrevs av Edward Alfred Cockayne 1952. Rhizedra postradiata ingår i släktet Rhizedra och familjen nattflyn. Inga underarter finns listade.